# Золотарёва, Ольга (легкоатлетка)
Ольга Золотарёва (1 ноября 1961 — 18 апреля 2023), в замужестве Хямяляйнен — советская легкоатлетка, специалистка по бегу на короткие дистанции. Выступала за сборную СССР по лёгкой атлетике в 1980-х годах, обладательница бронзовой медали чемпионата Европы, серебряная призёрка Игр доброй воли и Всемирной Универсиады, многократная победительница и призёрка первенств всесоюзного значения, участница чемпионата мира в Риме. Представляла Иркутск и спортивное общество «Локомотив».

## Биография
Ольга Золотарёва родилась 1 ноября 1961 года. Занималась лёгкой атлетикой в Иркутске под руководством заслуженного тренера России Владимира Евгеньевича Караченцева.
Впервые заявила о себе на всесоюзном уровне в сезоне 1980 года, когда на чемпионате СССР в Донецке с командой РСФСР выиграла серебряные медали в эстафетах 4 × 100 и 4 × 200 метров.
В 1981 году стала серебряной призёркой в беге на 60 метров на зимнем чемпионате СССР в Минске, получила серебро в беге на 100 метров и в эстафете 4 × 100 метров на летнем чемпионате СССР в Москве. Будучи студенткой, представляла Советский Союз на Всемирной Универсиаде в Бухаресте — завоевала серебряную награду на дистанции 100 метров, в то время как в эстафете советскую команду дисквалифицировали. Также в этом сезоне была третьей в дисциплине 100 метров и в эстафете 4 × 100 метров на Кубке Европы в Загребе, показала третий результат в эстафете на Кубке мира в Риме.
На чемпионате СССР 1982 года в Киеве взяла бронзу в эстафете 4 × 100 метров.
В 1984 году стала бронзовой призёркой в беге на 60 метров на зимнем чемпионате СССР в Москве.
В 1986 году получила серебро в 60-метровой дисциплине на зимнем чемпионате СССР в Москве и в эстафете 4 × 100 метров на летнем чемпионате СССР в Киеве. Принимала участие во впервые проводившихся Играх доброй воли в Москве, став второй в программе эстафеты 4 × 100 метров. На чемпионате Европы в Штутгарте финишировала шестой в индивидуальном беге на 100 метров, а в эстафете 4 × 100 метров вместе с соотечественницами Антониной Настобурко, Натальей Бочиной, Мариной Жировой и Ириной Слюсарь завоевала бронзовую награду.
В 1987 году стартовала на чемпионате мира в Риме, в дисциплине 100 метров дошла до стадии четвертьфиналов.
На чемпионате СССР 1988 года в Таллине стала третьей на 100-метровой дистанции и победила в эстафете 4 × 100 метров.
В 1989 году одержала победу в эстафете 4 × 100 метров на чемпионате СССР в Горьком.
Впоследствии постоянно проживала в Финляндии, работала тренером по спринту в общине Куортане. Замужем за многоборцем Эдуардом Хямяляйненом, их дети Артур и Анна тоже добились определённых успехов в лёгкой атлетике, выступая за финскую сборную.